# Shematuk
Shematuk är en ort i Azerbajdzjan. Den ligger i distriktet Astara Rayonu, i den sydöstra delen av landet, 220 km söder om huvudstaden Baku. Shematuk ligger 85 meter över havet och antalet invånare är 462.
Terrängen runt Shematuk är kuperad västerut, men österut är den platt. Närmaste större samhälle är Astara, 15,3 km sydost om Shematuk.
Omgivningarna runt Shematuk är en mosaik av jordbruksmark och naturlig växtlighet. Runt Shematuk är det ganska tätbefolkat, med 129 invånare per kvadratkilometer.